# Памятник Дегтярёву (Донецк)
Памятник Дегтярёву установлен в Донецке в честь выдающегося государственного и политического деятеля Владимира Ивановича Дегтярёва. 

## Описание
Владимир Иванович Дегтярёв был первым секретарём Донецкого обкома коммунистической партии Украины с 1953 по 1975 год. Во время его руководства произошло становление Донецка как крупного современного города. Кроме памятника в честь Дегтяёва также есть мемориальная табличка на здании Ворошиловского исполкома, в котором он работал и мемориальная табличка на здании магазина «Дончанка».
Памятник был установлен 21 ноября 2001 года в Киевском районе Донецка, по адресу: улица Артёма 155, неподалёку от ОШ № 54 и часовни Святой Варвары.
Авторы памятника: скульптор Юрий Иванович Балдин и архитектор Артур Львович Лукин.
Памятник выполнен из бронзы и представляет собой бюст Владимира Ивановича Дегтярёва. Вес бюста — 350 килограмм. Постамент памятник выполнен из красного гранита и представляет собой единый монолитный пилон с косым срезом. На постаменте надпись на русском языке «ДЕГТЯРЕВ ВЛАДИМИР ИВАНОВИЧ» и автограф Дегтярёва.
22 марта 2022 года повреждён в результате обстрела Донецка со стороны ВС Украины.